# Красногорлая вертишейка
Красного́рлая вертише́йка (лат. Jynx ruficollis) — вид птиц семейства дятловых. Выделяют три подвида.

## Распространение и места обитания

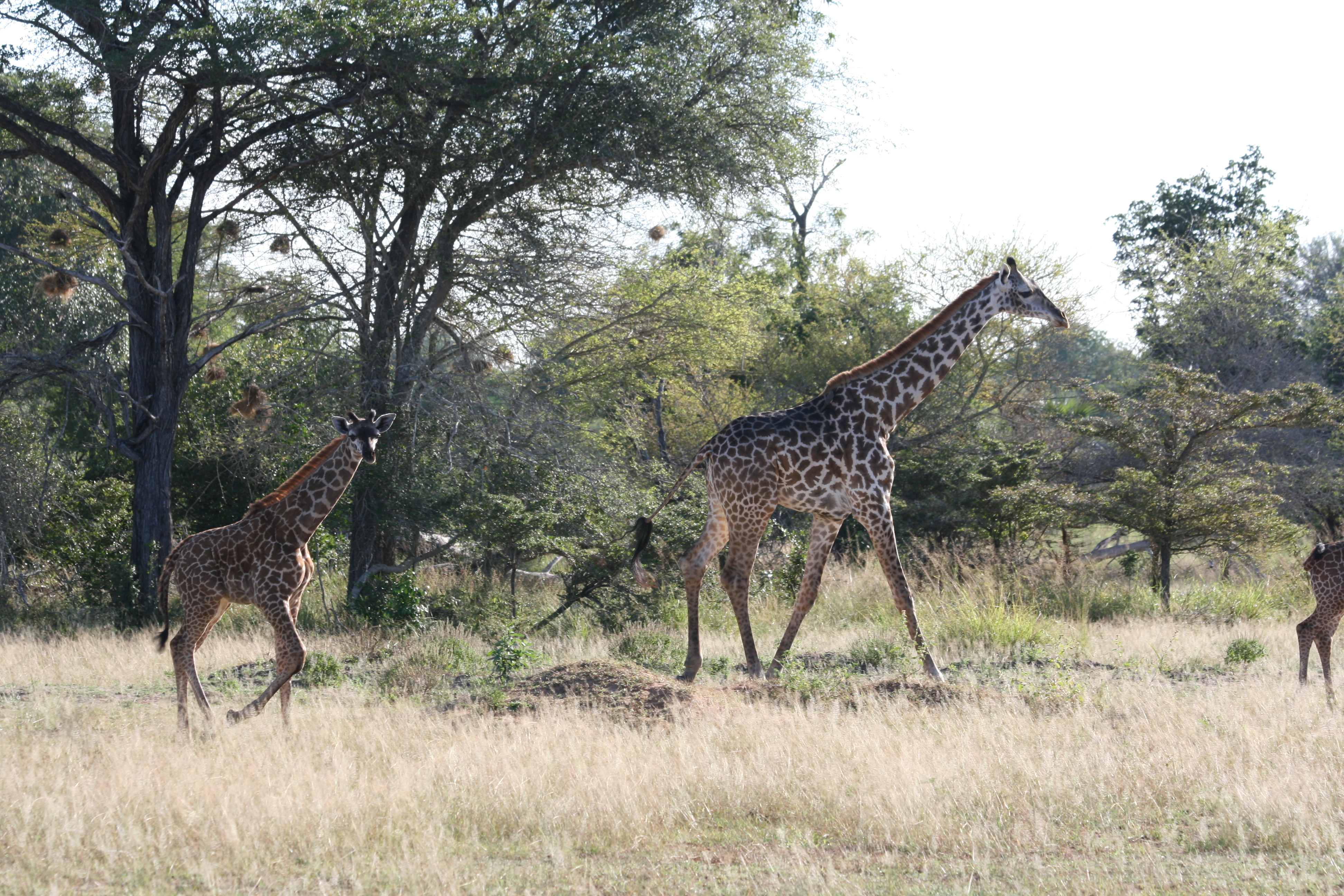
Лес Миомбо в Танзании

Рыжешейная вертишея распространена только в странах Африки к югу от Сахары:39-40. Она встречается примерно в 20 странах на изолированных друг от друга территориях от Нигерии, Камеруна, Центрально-африканской Республики и Эфиопии на севере до Южной Африки и Эсватини на юге.. Для неё не характерны миграции, хотя  наблюдаются  локальные кочёвки и дисперссии (расселение) молодых после сезона размножения:42-44. Известны залёты этого вида в Судан, Южный Судан и Зимбабве, а также случайный встречи в Лесото, где она не гнездится.
Типичные места обитания - открытые пастбища с деревьями, особенно часто акациями, а также леса миомбо, но они также встречаются в других открытых лесных биотопах, таких как опушки леса и поляны. Она также заселяет преобразованные   места обитания, такие как сельскохозяйственные угодья, парки и сады, только если есть деревья, в том числе  интродуцированные виды такие, как эвкалипты и хвойные деревья:39-40.
Встречается на высотах от 600 м до 3300 м над уровнем моря. В Южной Африке она обитает на высотах до 1550 м, а в Кении, в основном, между 1400–2500 м.

## Описание
Оперение маскировочное, сочетает в себе серые и коричневые детали.

## Биология
Гнездятся, пользуясь старыми дуплами, выдолбленными в деревьях дятлами или африканскими бородатками. За эти дупла они конкурируют с другими птицами.
Голос красногорлой вертишейки похож на назальный крик дятла. Встречаются поодиночке или в парах.